# تشارلز هنت
تشارلز هنت (بالإنجليزية: Charles Hunt)‏ (و. 1881 – 1976 م) هو مونتير، ومخرج سينمائي، ومدير إنتاج، من الولايات المتحدة الأمريكية، توفي في لوس أنجلوس، عن عمر يناهز 95 عاماً.

## وصلات خارجية
- تشارلز هنت على موقع IMDb (الإنجليزية)
- تشارلز هنت على موقع IMDb (الإنجليزية)
- تشارلز هنت على موقع أول موفي (الإنجليزية)
- تشارلز هنت على موقع قاعدة بيانات الأفلام السويدية (السويدية)
- تشارلز هنت على موقع قاعدة بيانات الفيلم (الإنجليزية)
- تشارلز هنت على موقع كينوبويسك (الروسية)
- تشارلز هنت على موقع كينوبويسك (الروسية)